# لي مين جي
لي مين جي (بالكورية: 이민지)‏ هي ممثلة كورية جنوبية. ولدت في 1 نوفمبر 1988 في كوريا الجنوبية.

## روابط خارجية
- Lee Min-ji على موقع IMDb (الإنجليزية)
- Lee Min-ji على موقع قاعدة بيانات الفيلم (الإنجليزية)
- Lee Min-ji على موقع كينوبويسك (الروسية)